# Martin Eric Ain
Martin Eric Ain (pseudônimo de Martin Stricker, Estados Unidos, 18 de julho de 1967 — Zurique, 21 de outubro de 2017) foi um baixista canhoto suíço, conhecido por tocar nas bandas de metal extremo Hellhammer e Celtic Frost.
Depois de acumular uma pequena fortuna nos anos 80 com o sucesso do Celtic Frost[carece de fontes?], ele se tornou um empresário e agora é dono de uma loja de DVD e um bar de sucesso em Zurique, chamado Acapulco. Ele também é co-proprietário do clube de música Mascotte, que se tornou conhecido por sediar futuras bandas internacionais. Desde 2004 ele tem sido o apresentador do show "karaoke from hell", que acontece toda terça à noite no Clube Mascotte, Zurich.
Ele fez os vocais para a canção "A Dying God Coming Into Human Flesh" no último álbum do Celtic Frost, Monotheist.
Tocava um baixo Warwick para canhotos.
Ain morreu em 21 de outubro de 2017, devido a um ataque cardíaco.

## Discografia
- Hellhammer     - "Satanic Rites" (demo, 1983)
- Hellhammer     - "Apocalyptic Raids" (EP, 1984)
- Celtic Frost    - "Morbid Tales" (album, 1984)
- Celtic Frost    - "Emperor's Return" (EP, 1985)
- Celtic Frost    - "To Mega Therion" (album, 1985)
- Celtic Frost   - "Tragic Serenades" (EP, 1986)
- Celtic Frost    - "Into the Pandemonium" (album, 1987)
- Celtic Frost    - "I Won't Dance" (EP, 1987)
- Celtic Frost    - "The Collector's Celtic Frost" (EP, 1987)
- Celtic Frost   - "Vanity/Nemesis" (album, 1990)
- Celtic Frost   - "Wine in my Hand" (EP, 1990)
- Celtic Frost    - "Monotheist" (album, 2006)